# Francis Picabia
Francis Picabia (pravog imena François Marie Martinez Picabia), francuski slikar i pjesnik. Majka mu je bila Francuskinja, a otac španjolsko-kubanskog podrijetla, te je kasnije postao tajnikom kubanskog veleposlanstva u Parizu. 
Studirao je na École des Beaux Arts i École des Arts Decoratifs u Parizu u klasi slikara F. Cormona. U ranoj fazi blizak je impresionistima, osobito slikaru Alfredu Sisleyu, ali poslije sve više eksperimentira i približava se kubistima (1909.). 
Oko 1911. god. pridružio se grupi Puteaux gdje se sprijateljio s Marcelom Duchampom i Guillaume Apolinaireom. Tražio je teme u svijetu mehanike, a ta djela su preteče dadaizma, čijoj se skupini pridružio 1918. godine u Zürichu. Vraćao se figurativnom pa opet apstraktnom slikarstvu. Izradio je dekoracije i kostime za balet "Relache" od E. Satiea. 